# Kaffeost

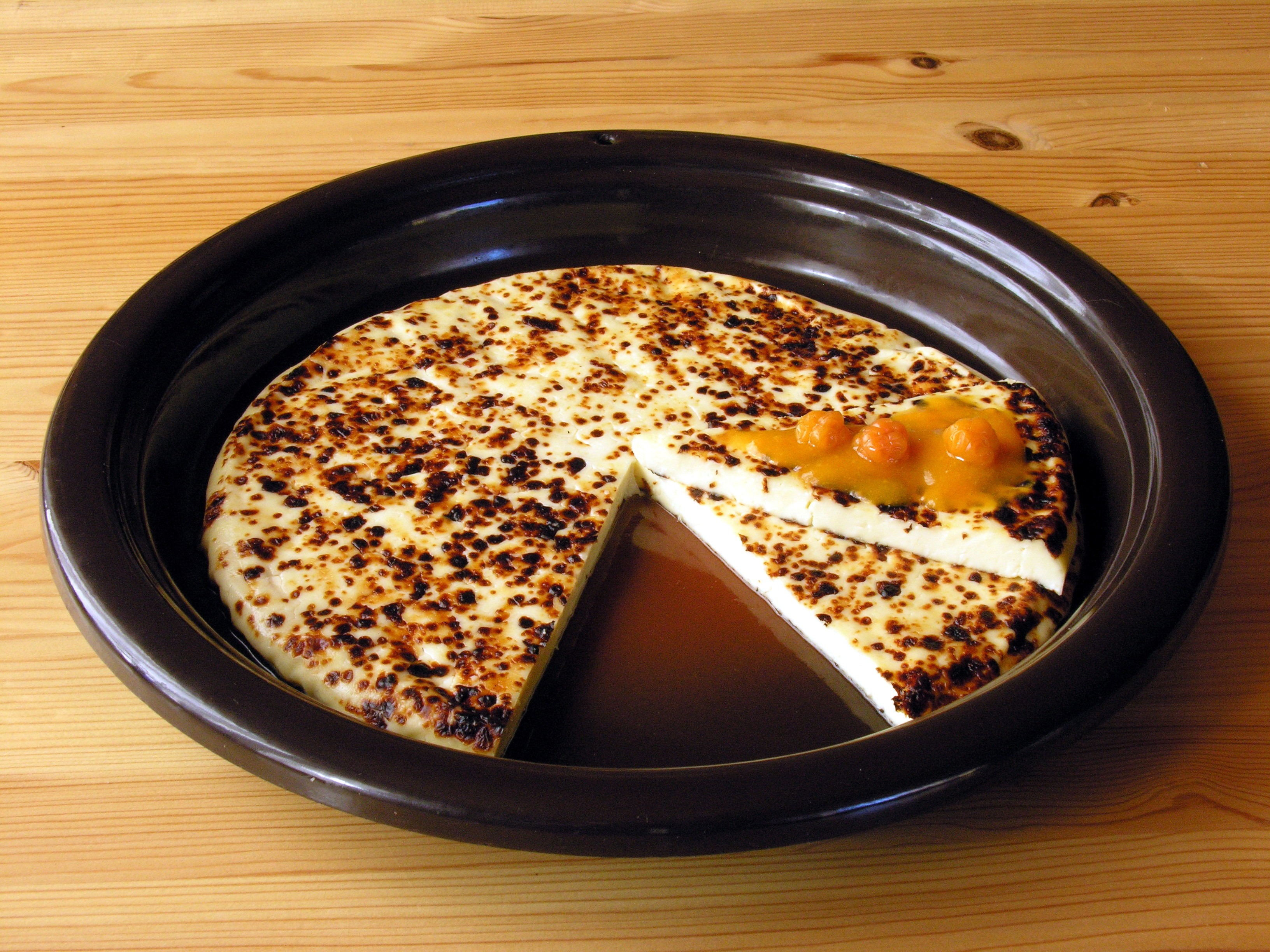
Kaffeost med hjortronsylt.

Kaffeost (meänkieli kahvijuusto, finska leipäjuusto, juustoleipä, finlandssvenska brödost och bondost) är en variant av ost som används till eller i kaffet istället för kaffebröd. 
Kaffeost lagas av mjölk (traditionellt råmjölk) och löpe som värms upp, får stelna till ostmassa och sedan gräddas i ugn. Den påminner därför om ostkaka. Den västerbottniska är i allmänhet gjord på getmjölk medan den norrbottniska tillverkas av komjölk. Den senare typen gräddas i ugn. 
Kaffeosten är en traditionell nordfinsk maträtt med gamla anor i norra Finland och i Tornedalen. Även i övriga Norrbotten, Västerbotten och Lappland äter man kaffeost. Traditionellt läggs den som småbitar i kaffet eller äts vid sidan av med hjortronsylt. Äter man kaffeosten som den är, antingen varm eller kall, gnisslar det när man tuggar den, vilket upphör om den läggs i kaffet. Äter man den utan tillbehör är den förhållandevis neutral i smaken, till skillnad från annan ost som i allmänhet har salt smak.
I juni 2025 fick kaffeost som produceras i Norrbotten, Västerbotten, Lappland, Jämtland, Härjedalen och Ångermanland skyddad ursprungsbeteckning i EU.